# کندی کاندیدو
کَندی کاندیدو (انگلیسی: Candy Candido؛ ‏ ۲۵ دسامبر ۱۹۱۳ – ۱۹ مهٔ ۱۹۹۹) بازیگر اهل ایالات متحده آمریکا بود.

## بخشی از فیلم‌شناسی
- گوندولای برادوی (۱۹۳۵)
- فقط فرشتگان بال دارند (۱۹۳۹)
- جادوگر شهر از[۲][۳] (۱۹۳۹)
- پیتر پن (۱۹۵۳)
- زیبای خفته (۱۹۵۹)
- ترافیک سنگین (۱۹۷۳)
- رابین هود (۱۹۷۳)
- هربی دوباره می‌تازد (۱۹۷۴)
- کارآگاه موش بزرگ (۱۹۸۶)